# John L. Blake

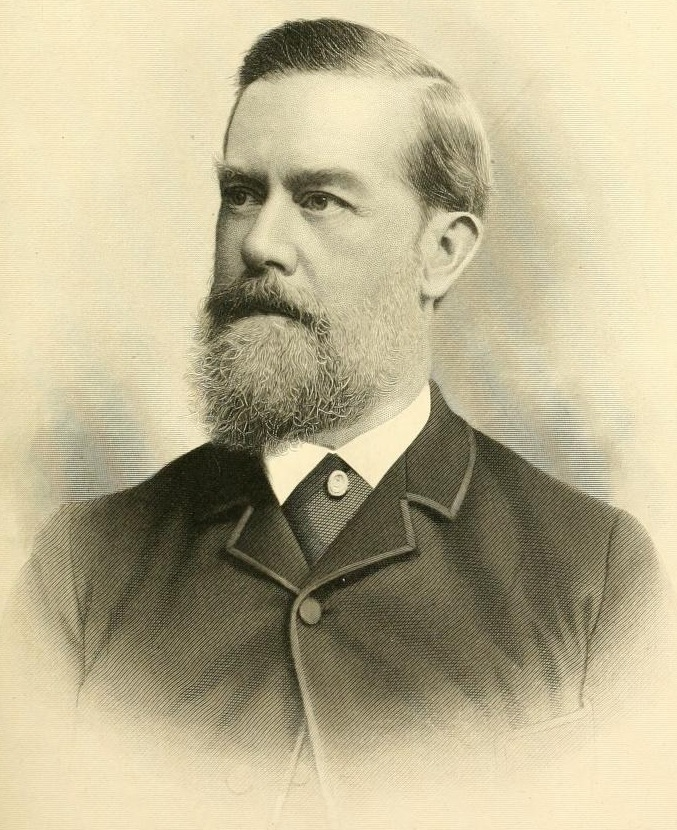
John L. Blake

John Lauris Blake (* 25. März 1831 in Boston, Massachusetts; † 10. Oktober 1899 in West Orange, New Jersey) war ein US-amerikanischer Politiker. Zwischen 1879 und 1881 vertrat er den Bundesstaat New Jersey im US-Repräsentantenhaus.

## Werdegang
John Blake genoss eine gute Schulausbildung. Im Jahr 1846 kam er nach Orange in New Jersey. Nach einem Jurastudium und seiner 1852 erfolgten Zulassung als Rechtsanwalt begann er in seiner neuen Heimatstadt in diesem Beruf zu arbeiten. Gleichzeitig schlug er als Mitglied der Republikanischen Partei eine politische Laufbahn ein. 1857 wurde Blake in die New Jersey General Assembly gewählt. Im Juni 1876 war er Delegierter zur Republican National Convention in Cincinnati, auf der Rutherford B. Hayes als Präsidentschaftskandidat nominiert wurde.
Bei den Kongresswahlen des Jahres 1878 wurde Blake im sechsten Wahlbezirk von New Jersey in das US-Repräsentantenhaus in Washington, D.C. gewählt, wo er am 4. März 1877 die Nachfolge von Thomas Baldwin Peddie antrat. Da er im Jahr 1880 auf eine erneute Kandidatur verzichtete, konnte er bis zum 3. März 1881 nur eine Legislaturperiode im Kongress absolvieren. Nach dem Ende seiner Zeit im US-Repräsentantenhaus praktizierte Blake wieder als Anwalt. Im Jahr 1893 wurde er Präsident der Citizens' Gas Light Co. in Newark. Er starb am 10. Oktober 1899 in West Orange.